# Мінікарта

Dota 2. Мінікарта в лівому нижньому куті.

Мінікарта, або мінімапа (англ. minimap) — у відеоіграх зменшене зображення всієї території рівня, котре наводиться на екрані. Застосовується найчастіше в стратегічних відеоіграх для зручності навігації.

## Функції
Міні-карта являє собою мініатюрну карту рівня, що розташована в кутку екрана та слугує для зручності орієнтування гравців у ігровому світі. Переважно мінікарта прямокутна. Вона як правило має низьку деталізацію, відображаючи ландшафт і розміщення дружніх та ворожих сил чи важливих місць і предметів. Часто гравець може обирати інформація якого роду показуватиметься на мінікарті.
Міні-карти стали дуже поширені в стратегіях в реальному часі та жанрі MMORPG, оскільки показують розташування поточного екрана і перспективи в рамках ігрового світу. Стали активно використовуватися після виходу стратегії Dune II: The Building of a Dynasty в 1992 році. Більшість ігор з видом від першої особи, особливо шутери, також мають варіанти мінікарти, що показує розташування персонажа гравця відносно ворогів.

## Особливості
Багато мінікарт використовують наступні функції:

### Туман війни
Основна стаття: Туман війни
У багатьох іграх мінікарта спочатку повністю прихована за непрозорим покривом, який з часом зникає, в міру того, як гравець відкриває нові області ігрового світу. Після відкриття нової ділянки, місцевість відкритої області зазвичай залишається видимою на мінікарті. Якщо персонажі чи підконтрольні гравцю істоти перестають бачити місцевість, область може бути покрита туманом війни, тому рухи персонажів в цій області не будуть показуватися. Речі в області туману війни мінікарти можуть не оновлюватися до їхнього повторного виявлення.

### Шари
Подібно до користувацьких шарів у програмі Google Планета Земля, деякі орієнтовані на багатокористувацький режим ігри, такі як Age of Empires II або Empire Earth, дозволяють гравцям вказувати на мінікарті тимчасові лінії, сигнали або позначки, які можуть бачити всі користувачі. Це дозволяє швидко обмінюватися повідомленнями, пов'язаними з конкретними місцями на мінікарті.

### Обертання та масштабування
У деяких 3D-іграх мінікарта обертається, коли персонаж або ігрова камера повертаються в різних напрямках, щоби верхня частина карти показувала напрямок руху. Ця функція поширена в серії ігор Grand Theft Auto, а також у багатьох іграх-перегонах. В інших іграх, таких як серія The Legend of Zelda, сама карта не обертається, натомість є стрілка, яка рухається й обертається для показу позиції персонажа гравця та напрямок, в якому він рухається. У деяких іграх мінікарти, що показують невелику частину території навколо гравця, часто мають з краю значки, які вказують напрямок розташування місцин або персонажів, які знаходяться за межами області, показаної на карті. Деякі ігри також мають функцію зменшення мінікарти, коли персонаж грає на високій швидкості, а потім повертається до нормального стану при сповільненні.